# سهل الكميت (كحلان عفار)

تعديل مصدري - تعديل

سهل الكميت هي إحدى قرى عزلة كحلان بمديرية كحلان عفار التابعة لمحافظة حجة، بلغ تعداد سكانها 196 نسمة حسب تعداد اليمن لعام 2004.